# Presidentvalet i Finland 1988
Presidentvalet i Finland 1988 ledde till att socialdemokraternas kandidat Mauno Koivisto omvaldes till presidentposten. 
Valet var det sista presidentvalet i Finland där väljarna inte röstade direkt på en president utan valde elektorer som sedan i sin tur genomförde val av republikens president. Det var alltså ett indirekt val. Därefter har presidentvalen varit direkta val.

## Valresultat
| Kandidat       | Parti           | Röster 1. omgången | Röster 2. omgången |
| -------------- | --------------- | ------------------ | ------------------ |
| Mauno Koivisto | SDP             | 144                | 189                |
| Paavo Väyrynen | Centerpartiet   | 68                 | 68                 |
| Harri Holkeri  | Samlingspartiet | 63                 | 18                 |
| Kalevi Kivistö | DFFF            | 26                 | 26                 |
| Jouko Kajanoja | DA              | -                  | -                  |